# آکیو یوشیدا

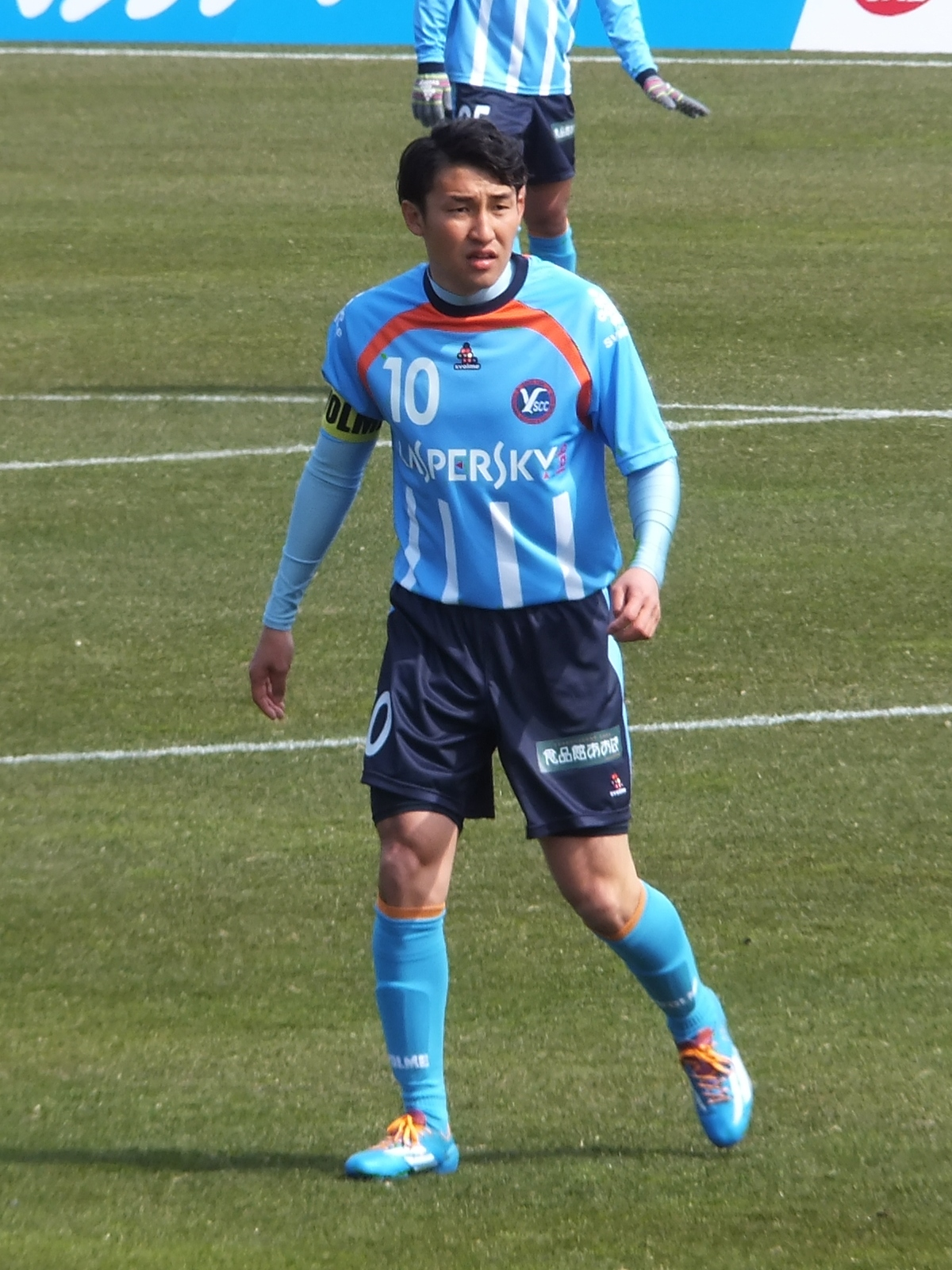
آکیو یوشیدا در سال ۲۰۱۴

آکیو یوشیدا (انگلیسی: Akio Yoshida؛ زادهٔ ۳ دسامبر ۱۹۸۶) بازیکن فوتبال اهل ژاپن است.